# E-Prix di Marrakech 2016
L'E-Prix di Marrakech 2016 è stata la seconda tappa del campionato di Formula E che fa così il suo esordio nel continente africano.

## Risultati

### Qualifiche
| Pos.    | No. | Pilota                 | Team                    | Gap      | Griglia |
| ------- | --- | ---------------------- | ----------------------- | -------- | ------- |
| 1       | 19  | Felix Rosenqvist       | Mahindra Racing         | 1:21.509 | 1       |
| 2       | 9   | Sébastien Buemi        | Renault eDams           | +0.037   | 7       |
| 3       | 2   | Sam Bird               | DS Virgin Racing        | +0.177   | 2       |
| 4       | 3   | Nelson Piquet Jr.      | NextEV NIO              | +2.370   | 3       |
| 5       | 25  | Jean-Éric Vergne       | Techeetah               |          | 4       |
| 6       | 66  | Daniel Abt             | Audi Sport ABT          | +0.216   | 5       |
| 7       | 8   | Nicolas Prost          | Renault eDams           | +0.268   | 6       |
| 8       | 88  | Oliver Turvey          | NextEV NIO              | +0.344   | 8       |
| 9       | 27  | Robin Frijns           | MS Amlin Andretti       | +0.403   | 9       |
| 10      | 28  | António Félix da Costa | MS Amlin Andretti       | +0.564   | 10      |
| 11      | 23  | Nick Heidfeld          | Mahindra Racing         | +0.565   | 11      |
| 12      | 11  | Lucas Di Grassi        | Audi Sport ABT          | +0.572   | 12      |
| 13      | 37  | José María López       | DS Virgin Racing        | +0.624   | 13      |
| 14      | 5   | Maro Engel             | Venturi Grand Prix      | +0.727   | 14      |
| 15      | 4   | Stéphane Sarrazin      | Venturi Grand Prix      | +0.761   | 15      |
| 16      | 20  | Mitch Evans            | Panasonic Jaguar Racing | +0.846   | 16      |
| 17      | 7   | Jérôme d'Ambrosio      | Dragon Racing           | +1.172   | 17      |
| 18      | 33  | Ma Qinghua             | Techeetah               | +1.739   | 18      |
| 19      | 6   | Loïc Duval             | Dragon Racing           | +2.424   | 19      |
| 20      | 47  | Adam Carroll           | Panasonic Jaguar Racing | +4.186   | 20      |
| Source: |     |                        |                         |          |         |

## Gara
| Pos.    | No. | Pilota                 | Team                      | giro | Gap                  | Griglia | punti |
| ------- | --- | ---------------------- | ------------------------- | ---- | -------------------- | ------- | ----- |
| 1       | 9   | Sébastien Buemi        | Renault eDams             | 33   | 47:40.840            | 7       | 25    |
| 2       | 2   | Sam Bird               | DS Virgin Racing          | 33   | +2.457               | 2       | 18    |
| 3       | 19  | Felix Rosenqvist       | Mahindra Racing           | 33   | +7.195               | 1       | 15+3  |
| 4       | 8   | Nicolas Prost          | Renault eDams             | 33   | +11.586              | 6       | 12    |
| 5       | 11  | Lucas Di Grassi        | ABT Schaeffler Audi Sport | 33   | +13.771              | 12      | 10    |
| 6       | 66  | Daniel Abt             | ABT Schaeffler Audi Sport | 33   | +18.233              | 5       | 8     |
| 7       | 88  | Oliver Turvey          | NextEV NIO                | 33   | +21.710              | 8       | 6     |
| 8       | 25  | Jean-Éric Vergne       | Techeetah                 | 33   | +28.011              | 4       | 4     |
| 9       | 23  | Nick Heidfeld          | Mahindra Racing           | 33   | +33.699              | 11      | 2     |
| 10      | 10  | José María López       | DS Virgin Racing          | 33   | +33.863              | 13      | 1     |
| 11      | 27  | Robin Frijns           | Andretti Autosport        | 33   | +37.092              | 9       |       |
| 12      | 4   | Stéphane Sarrazin      | Venturi Grand Prix        | 33   | +40.683              | 15      |       |
| 13      | 7   | Jérôme d'Ambrosio      | Dragon Racing             | 33   | +42.034              | 17      |       |
| 14      | 47  | Adam Carroll           | Panasonic Jaguar Racing   | 33   | +49.026              | 20      |       |
| 15      | 33  | Ma Qinghua             | Techeetah                 | 33   | +50.433              | 18      |       |
| 16      | 3   | Nelson Piquet Jr.      | NextEV NIO                | 33   | +1:15.452            | 3       |       |
| 17      | 20  | Mitch Evans            | Panasonic Jaguar Racing   | 32   | +1 giro              | 16      |       |
| 18      | 6   | Loïc Duval             | Dragon Racing             | 30   | +3 giri              | 19      | 1     |
| Ret     | 5   | Maro Engel             | Venturi Grand Prix        | 26   | ritiro (elettronica) | 14      |       |
| Ret     | 28  | António Félix da Costa | Andretti Autosport        | 21   | ritiro (batteria)    | 20      |       |
| Source: |     |                        |                           |      |                      |         |       |

## Classifiche

### Piloti
|    | Pos | Pilota           | Punti    |
| -- | --- | ---------------- | -------- |
|    | 1   | Sébastien Buemi  | 50       |
|    | 2   | Lucas Di Grassi  | 28 (–22) |
| 1  | 3   | Nicolas Prost    | 24 (–26) |
| 16 | 4   | Felix Rosenqvist | 19 (–31) |
| 15 | 5   | Sam Bird         | 18 (–32) |

### Costruttori
|   | Pos | Scuderia                  | Punti    |
| - | --- | ------------------------- | -------- |
|   | 1   | Renault e.Dams            | 74       |
|   | 2   | ABT Schaeffler Audi Sport | 36 (–38) |
|   | 3   | Mahindra Racing           | 36 (–38) |
| 6 | 4   | DS Virgin Racing          | 19 (–55) |
| 3 | 5   | MS Amlin Andretti         | 18 (–56) |

## Altre gare
- E-Prix di Hong Kong 2016
- E-Prix di Buenos Aires 2017